# Rivière Mékinac du Nord
Pour les articles homonymes, voir Mékinac (homonymie).
La rivière Mékinac du Nord est un cours d'eau de 17 km qui coule du nord au sud, dans les municipalités de Saint-Roch-de-Mékinac, Grandes-Piles et Saint-Tite, toutes situées dans la municipalité régionale de comté de Mékinac, en Mauricie, au Québec (Canada).

## Géographie
D'une longueur d'environ 17 km, la rivière Mékinac du Nord prend sa source au lac de la Chute. De sa tête, située dans Saint-Roch-de-Mékinac, la rivière coule dans une petite vallée de montagne jusqu'à la limite nord du lac Roberge où elle conflue avec la rivière du Castor. À partir de la décharge du lac Rogerge, elle coule vers le sud-est jusqu'à sa confluence avec la rivière Mékinac du Sud puis vers l'est jusqu'à sa confluence avec la rivière des Envies à Saint-Tite.

## Environnement
Les milieux humides sur les rives des sinueuses rivières des Envies, Mékinac du Nord et Mékinac du Sud, en amont de Saint-Tite, sont des milieux humides sensibles.
Cinq-cents-quatre lacs (504) sont classés comme milieux sensibles. De ce nombre, se trouvent les lacs Brûlé, Huron, Pierre-Paul. 

## Toponymie
Le toponyme rivière Mékinac du Nord a été enregistré officiellement le 5 décembre 1968 dans la Banque des noms de lieux de la Commission de toponymie du Québec.

## Photos

Rivière Mékinac Nord
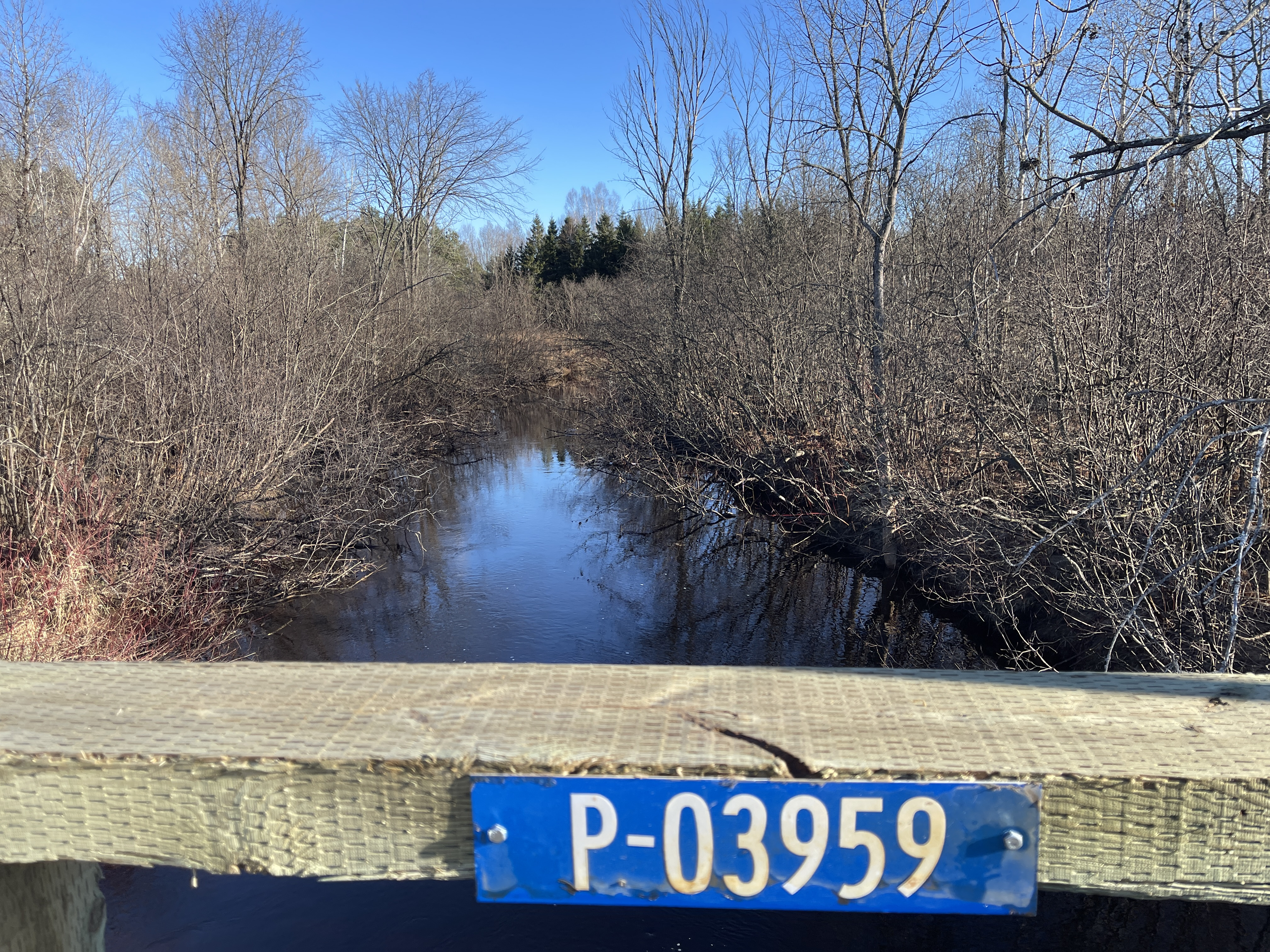
Panneau sur le pont P-03959[3], acier-bois, sous remblai (1982), rang du Haut-du-Lac Nord, Saint-Tite
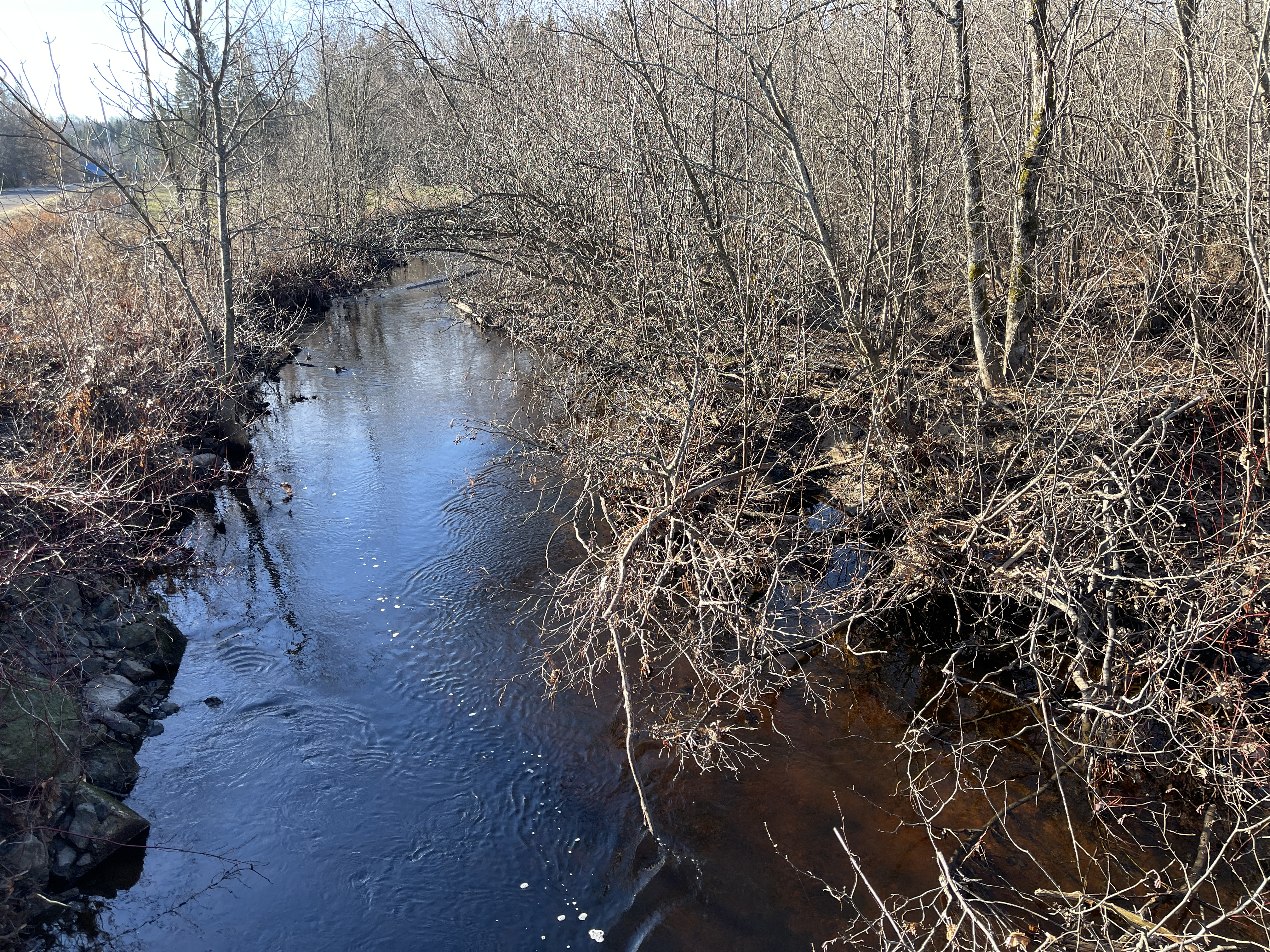
Du pont P-03959, acier-bois, sous remblai (1982), rang du Haut-du-Lac Nord, Saint-Tite